# Peukestas
Peukestas (altgriechisch Πευκέστας) ist ein antiker griechischer Personenname, der vor allem in Makedonien gebräuchlich war.
- Peukestas (Diadoche), ein Offizier Alexanders des Großen und einer seiner Nachfolger
- Peukestas (Sohn des Makaratos), ein Offizier Alexanders des Großen